# Euexia
Euexia là một chi bướm đêm thuộc họ Geometridae.

## Các loài
- Euexia percnopus Prout, 1915